# Cremastus pleurovittatus
Cremastus pleurovittatus är en stekelart som beskrevs av Costa 1883. Cremastus pleurovittatus ingår i släktet Cremastus och familjen brokparasitsteklar. Inga underarter finns listade i Catalogue of Life.